# Exochus xetus
Exochus xetus là một loài tò vò trong họ Ichneumonidae.